# Пабилонис
Пабило̀нис (на италиански и на сардински: Pabillonis) е малко градче и община в Южна Италия, провинция Южна Сардиния, автономен регион и остров Сардиния. Разположено е на 42 m надморска височина. Населението на общината е 2947 души (към 2010 г.).